# حافة الغد
حافة الغد (بالإنجليزية: Edge of Tomorrow) هو فيلم خيال علمي من إخراج دوج ليمان وبطولة توم كروز وإيميلي بلنت مستوحى من الرواية الخفيفة "All You Need Is Kill" للكاتب هيروشي ساكورازكا. السيناريو من كتابة كريستوفر ماك كويري وجيز بتروورث وجون هنري بتروورث.

## طاقم التمثيل
- توم كروز بدور الرائد وليام كيج
- إيميلي بلنت بدور ريتا فرتاسكي
- بيل باكستون بدور الرقيب فاريل بارتولوم
- برندان غليسون بدور الجنرال بريغهام

## القصة
الرائد وليام كيج (توم كروز) يقاتل في حرب ضد الفضائيين يجد نفسه محاصر في حلقة زمنية مغلقة خلال يومه الأخير في المعركة حيث يحارب ويُقتل ويعود من جديد مرة أخرى يحارب ويُقتل، وفي كل مرة يكتسب مهارات قتالية جديدة. ولذلك يتحد مع امرأة من القوات الخاصة تُدعى ريتا (إيميلي بلانت) من أجل محاربة هجوم شرس من قبل الميمكس القادمين من الفضاء.

## وصلات خارجية
- حافة الغد على موقع IMDb (الإنجليزية)
- حافة الغد على موقع ميتاكريتيك (الإنجليزية)
- حافة الغد على موقع الموسوعة البريطانية (الإنجليزية)
- حافة الغد على موقع روتن توميتوز (الإنجليزية)
- حافة الغد على موقع نتفليكس (الإنجليزية)
- حافة الغد على موقع قاعدة بيانات الأفلام العربية
- حافة الغد على موقع ألو سيني (الفرنسية)
- حافة الغد على موقع Turner Classic Movies (الإنجليزية)
- حافة الغد على موقع أول موفي (الإنجليزية)
- حافة الغد على موقع بوكس أوفيس موجو (الإنجليزية)